# Altes Schloss Thürnthenning

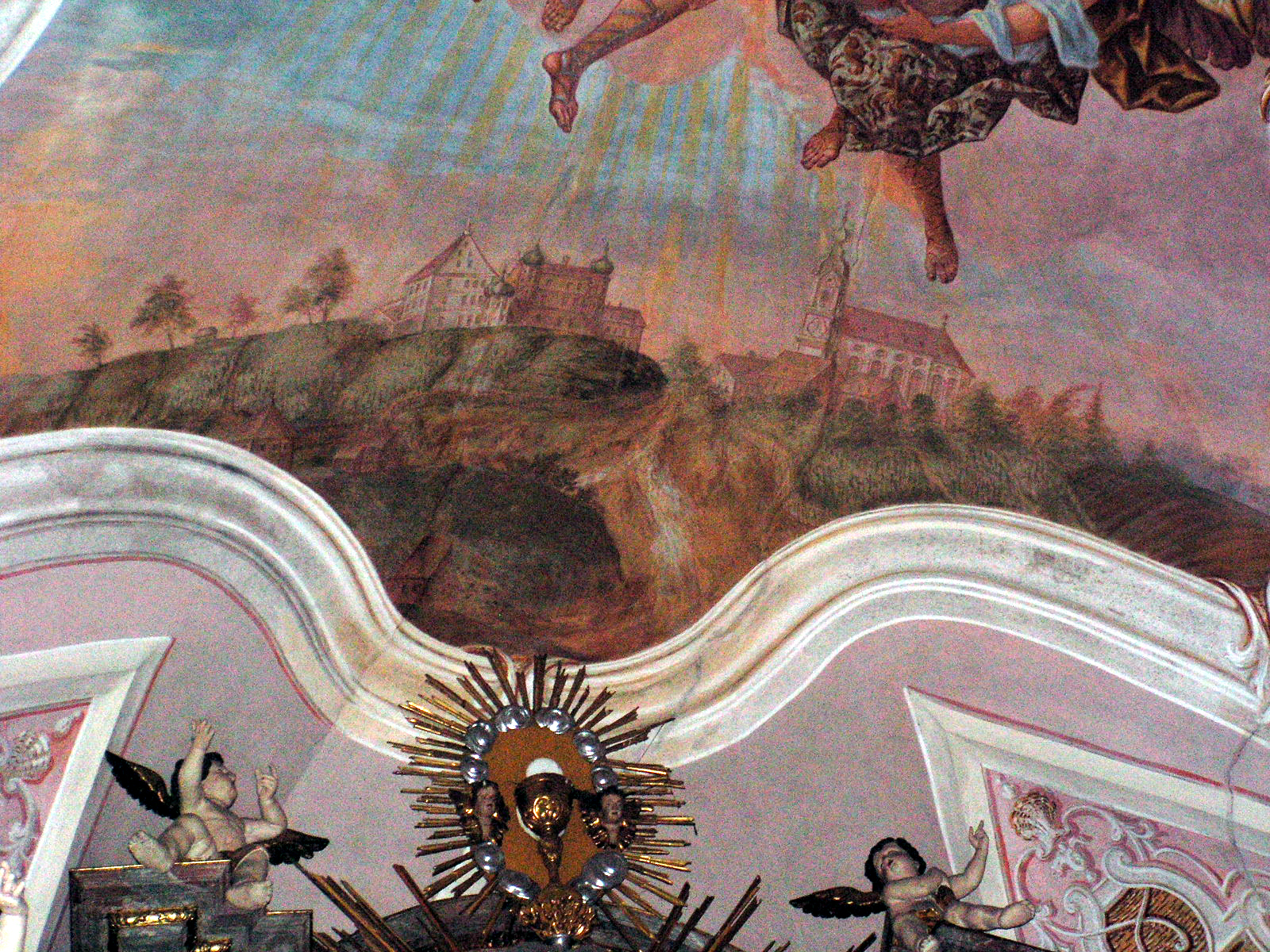
Barockzeitliche Darstellung des Schlosses Thürnthenning im Gewölbe der Filialkirche Thürnthenning (2007)

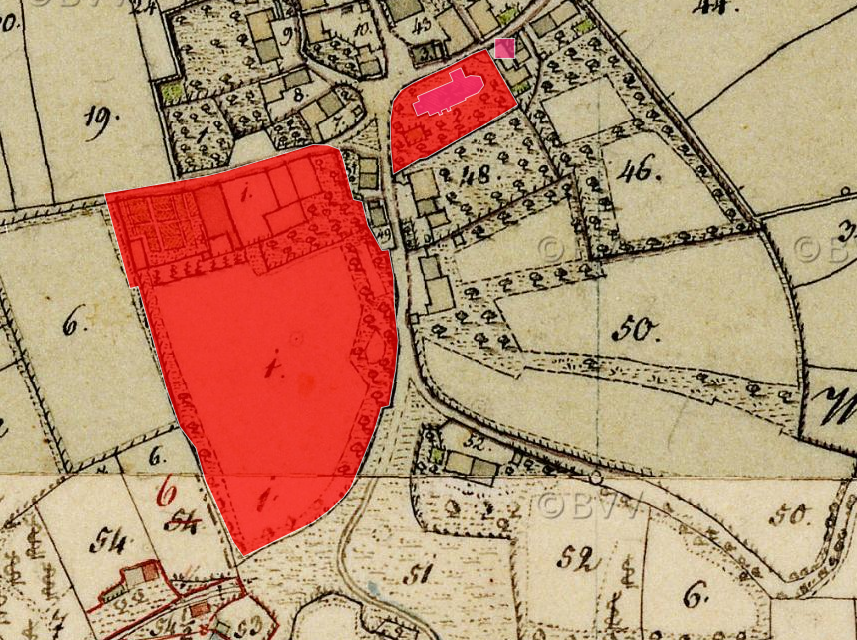
Lageplan von Altes Schloss Thürnthenning auf dem Urkataster von Bayern

Das abgegangene Alte Schloss Thürnthenning lag in Thürnthenning, heute einem Gemeindeteil der niederbayerischen Gemeinde Moosthenning im  Landkreis Dingolfing-Landau. Der Sitz lag 150 m südwestlich der Filialkirche St. Johannes Nepomuk an der Von-Auer-Straße. Die Anlage ist als Bodendenkmal mit der Aktennummer D-2-7341-0420 und der Beschreibung „untertägige Befunde des Mittelalters und der frühen Neuzeit im Bereich des abgegangenen, älteren Hofmarkssitzes in Thürnthenning“ verzeichnet.

## Baulichkeit
Als Sitz eines Ortsadelsgeschlechts muss hier aber ab dem 14. Jahrhundert ein schlossartiger Bau bestanden haben. Erst seit 1505 ist explizit von einem Schloss in Thürnthenning die Rede. Nach einem Deckengemälde in der Nepomuk-Kirche besaß der dreigeschossige Schlossbau zwei Zwiebeltürme. Westlich davon befand sich ein großer dreigeschossiger Satteldachbau, östlich ein zweigeschossiges Gebäude.  Nach einem Brand im Jahre 1732 wurde an anderer Stelle von den Hofmarkbesitzern Auer vom Winkel ein neues Schloss errichtet.

## Geschichte
Die Endsilbe „-ing“ im Ortsnamen ist eine typisch bajuwarische Namensgebung und lässt auf eine Gründung des Ortes im 6. Jahrhundert  schließen. Urkundlich taucht der Name Thürnthenning um 889/91 als Eintrag im Traditionsbuch des Regensburger Klosters St. Emmeram auf.
Inhaber der Hofmark Thürnthenning war 1390 Heinrich der Leuprechtinger. Im 15. und 16. Jahrhundert folgten die Stinglheim und dann die Sandizell. Von 1558 bis 1568 gehörte Thürnthenning Balthasar von Köllnbach und danach wieder den Stinglheim. Zwischen 1625 und 1820 waren die Inhaber der Hofmark Thürnthenning die Auer von Winkl. Bekannt unter diesen ist Franz Xaver von Auer, der in den 1730er Jahren als Sühneleistung die Kirche zu Ehren des heiligen Johannes Nepomuk in Thürnthenning in Auftrag gab.